# Дедуктивное умозаключение

Классическое представление связей теории, эмпиризма, индукции и дедукции

Деду́кция (лат. deductio «выведение», также дедукти́вное умозаключе́ние, силлоги́зм) — вывод по правилам логики; цепь умозаключений (рассуждение), звенья которой (высказывания) связаны отношением логического следования. В дедукции вывод строится от общих положений к частным случаям. Началом (посылками) дедукции являются аксиомы, постулаты или просто гипотезы, имеющие характер общих утверждений (общее), а концом — следствия из посылок, теоремы (частное). Если посылки дедукции истинны, то истинны и её следствия. Дедукция — основное средство доказательства.
Аксиоматический метод — способ построения научной теории в виде системы аксиом (постулатов) и правил вывода (аксиоматики), позволяющих путём логической дедукции получать утверждения (теоремы) данной теории. См. также индукция.
Таким образом, дедукция — метод мышления, следствием которого является логический вывод, истинность которого гарантируется истинностью посылок. Также может определяться логико-методологическая процедура, посредством которой осуществляется переход от общего к частному в процессе рассуждения.
Пример простейшего дедуктивного умозаключения:
|          | Все люди смертны. |
|          | Сократ — человек. |
| дедукция | Сократ смертен.   |

## Условно-категорические умозаключения
Умозаключения, в которых одна предпосылка является условным суждением, а вторая предпосылка совпадает с основанием или следствием условного суждения или же с результатом отрицания основания или следствия условного суждения.
Истинность основы влечёт истинность следствия, а отрицание следствия влечёт отрицание основы.
Формы правильных модусов (видов) условно-категорических заключений:
- утверждающий модус (лат. modus ponens): {\displaystyle {\frac {A\rightarrow B,A}{B}}}
- отрицающий модус (лат. modus tollens): {\displaystyle {\frac {A\rightarrow B,\neg B}{\neg A}}}

## Разделительно-категорические умозаключения
Умозаключения, в которых одна из предпосылок является разделительным суждением, а вторая совпадает с одним из членов дизъюнктивного суждения (1) или отрицает все, кроме одного (2). В заключении, соответственно, отрицаются все члены, кроме указанного во второй предпосылке (1), или утверждается пропущенный член (2).
Формы правильных модусов разделительно-категорических заключений
1. Утверждающе-отрицающий модус (лат. modus ponendo-tollens): {\displaystyle {\frac {A~{\dot {\lor }}~B~{\dot {\lor }}~C...,B}{\neg A,\neg C...}}} (здесь требуется строго разделительное суждение). То есть: первая посылка: либо A, либо B, либо C …, вторая посылка: B; заключение (вывод): следовательно, не A, не C … .
2. Отрицающе-утверждающий модус (лат. modus tollendo-ponens): {\displaystyle {\frac {A\lor B\lor C...,\neg A\neg C...}{B}}}. То есть: первая посылка: A или B или C …, вторая посылка: не A, не C …; заключение (вывод): следовательно, B.

## Условные умозаключения
Умозаключения, посылки и заключения которых — условные суждения.
- Контрапозиция: {\displaystyle {\frac {A\supset B}{\neg B\supset \neg A}}}. То есть: посылка: если A, то B; заключение: следовательно, если не B, то не A. Например, если животное млекопитающее, то оно является позвоночным. Следовательно, если какое-либо животное не является позвоночным, то оно не является млекопитающим.
- Сложная контрапозиция: {\displaystyle {\frac {(A\land B)\supset C}{(A\land \neg C)\supset \neg B}}}. То есть: посылка: если A и B, то C; заключение: следовательно, если A и не C, то не B.
- Транзитивность: {\displaystyle {\frac {A\supset B,B\supset C}{A\supset C}}}. То есть: первая посылка: если A, то B; вторая посылка: если B, то C; заключение: следовательно, если A, то C.

## Дилеммы
Особый вид умозаключений из двух условных суждений и одного разделительного.
Виды правильных дилемм:
- конструктивные:

{\displaystyle {\frac {A\supset C,B\supset C,A\lor B}{C}}}
(то есть: первая посылка: если A, то C; вторая посылка: если B, то C; третья посылка: A или B; заключение: следовательно, C);

{\displaystyle {\frac {A\supset B,C\supset D,A\lor C}{B\lor D}}}(сложная)
(то есть: первая посылка: если A, то B; вторая посылка: если C, то D; третья посылка: A или C; заключение: следовательно, B или D);
- деструктивные:

{\displaystyle {\frac {A\supset B,A\supset C,\neg B\lor \neg C}{\neg A}}}
(то есть: первая посылка: если A, то B; вторая посылка: если A, то C; третья посылка: не B или не C; заключение: следовательно, не A);

{\displaystyle {\frac {A\supset B,C\supset D,\neg B\lor \neg D}{\neg A\lor \neg C}}}(сложная)
(то есть: первая посылка: если A, то B; вторая посылка: если C, то D; третья посылка: не B или не D; заключение: следовательно, не A или не C).

## В искусстве
«Дедуктивный» метод Шерлока Холмса основан на типичных абдуктивных умозаключениях.